# Osservatorio astronomico del Celado
L'osservatorio astronomico del Celado è un osservatorio pubblico situato in provincia di Trento, nel comune di Castello Tesino. L'edificio è di proprietà del comune di Castello Tesino e viene gestito dalla locale associazione di astrofili  Unione Astrofili del Tesino e della Valsugana (UATV).  Il progetto dell'edificio è opera degli architetti Francesca Baseggio e Dario Carraro in collaborazione con il geom. Luca Osti.

## Storia
La costruzione dell'osservatorio venne proposta dall'UATV, fondata nel settembre del 2000, all'amministrazione comunale di Castello Tesino. Ottenuto il finanziamento dei Patti Territoriali, i lavori di costruzione iniziarono nel 2007 e si conclusero nel 2010. 
Lo strumento principale, un riflettore del diametro di 80 cm, è stato costruito dalla ditta AstroOptik di Philipp Keller ed è tra gli 8 più grandi d'Italia per quanto riguarda gli osservatori pubblici. Il telescopio è dedicato all'astronoma Janet Akyüz Mattei, che è stata per molti anni presidente dell'AAVSO (American Association Variable Stars Observers).
L'osservatorio è stato inaugurato il 20 marzo 2010, alla presenza delle autorità locali e di numerose personalità dell’ambiente astronomico professionale e amatoriale, tra cui il direttore dell'AAVSO Arne Henden e il presidente dell'UAI (Unione Astrofili Italiani) Emilio Sassone Corsi.

## Attività divulgativa
L'associazione UATV, che gestisce la struttura, svolge presso l'osservatorio attività divulgative, organizzando visite guidate su prenotazione, sia notturne che diurne, e corsi di astronomia. Allo scopo di promuovere la conoscenza dell'astronomia nel pubblico, l'UATV collabora con vari enti ed associazioni locali e aderisce ad iniziative internazionali, come l'International Observe the Moon Night (InOMN).
L'osservatorio aderisce ogni anno all'iniziativa nazionale "Occhi su Saturno",  che ha lo scopo di promuovere l'osservazione e la conoscenza del pianeta Saturno e del suo sistema di anelli e satelliti, con il patrocinio dell’Istituto Nazionale di Astrofisica, della Società Astronomica Italiana, dell’Agenzia Spaziale Italiana, dell’Unione Astrofili Italiani e dell’European Astrosky Network.

## Strumenti
Lo strumento principale, un telescopio riflettore da 800 mm di diametro con lunghezza focale di 3200 mm, è dotato di sei posizioni focali alle quali sono alloggiate:
- una camera CCD per osservazioni a campo profondo con ampiezza 14° x 11°
- uno spettrografo LHires III[6]
- una fotocamera planetaria  Imaging Source DKF 31AU03[7]

## Attività di ricerca
Dal settembre 2013 l'osservatorio del Celado è sito accreditato dal Minor Planet Center (MPC) allo svolgimento di attività scientifica in campo astrometrico, con codice identificativo K51. La ricerca condotta ha lo scopo di monitorare asteroidi NEO, tra cui quelli di tipo PHA, e comete, effettuando le osservazioni di follow-up necessarie per la conferma della scoperta di nuovi oggetti e misurando la posizione di oggetti già conosciuti. Le osservazioni vengono pubblicate sulle Minor Planet Electric Circulars, conservate nel database del Minor Planet Center e utilizzate dal MPC e da progetti come NEODyS, sponsorizzato dall'ESA, per la determinazione delle orbite. Di particolare interesse sono gli oggetti potenzialmente pericolosi per il nostro pianeta, alla cui conferma l'osservatorio del Celado e altri osservatori non professionisti italiani contribuiscono costantemente.
Altre attività di ricerca svolte presso l'osservatorio del Celado riguardano la fotometria di stelle variabili e di comete.